# 슈가 레이
슈가 레이(Sugar Ray)는 미국의 록 밴드이다.

## 디스코그래피

### 스튜디오 음반
- Lemonade and Brownies (1995)
- Floored (1997)
- 14:59 (1999)
- Sugar Ray (2001)
- In the Pursuit of Leisure (2003)
- Music for Cougars (2009)